# Révolte d'Engelbrekt

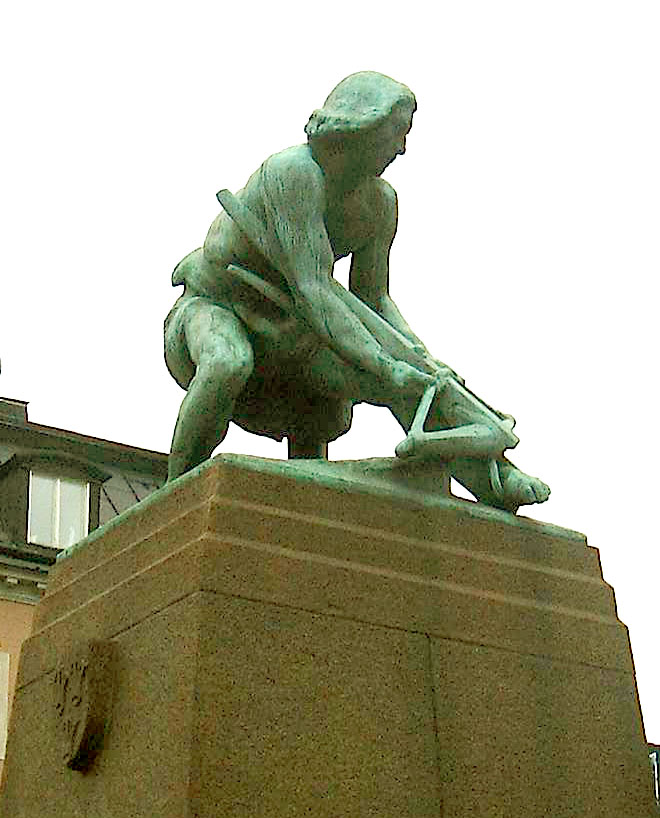
Statue d'Engelbrekt Engelbrektsson à Stockholm.

La révolte d'Engelbrekt  (en suédois Engelbrektsupproret) est une révolution populaire qui a éclaté dans les districts miniers du Bergsland, en Dalécarlie, le 21 juin 1434. Conduite par le patriote suédois Engelbrekt Engelbrektsson contre le roi Erik XIII, elle s'achève en 1436.

## Causes
L'insurrection résulte d'un mécontentement général lié à l'augmentation de la pression fiscale en raison de la politique étrangère offensive du roi et de la présence d'intendants étrangers, danois et allemands pour l'appliquer. Les mineurs révoltés du Bergsland pâtissent de la guerre que le roi Erik mène contre la Hanse, dont les navires transportent le fer qu’ils produisent.

## Le soulèvement de 1434
Les mineurs révoltés du Bergsland  s’attaquent aux représentants du pouvoir royal (prise du manoir du bailli de Borganäs, près de Borlänge en Dalécarlie, de la forteresse de Köping, de Västerås). Ils marchent à travers l’Uppland en direction d’Uppsala et de Stockholm pendant que des soulèvements se produisent dans les régions côtières du Norrland et dans les îles Åland. Les révoltés ne parviennent pas à s’emparer de Stockholm. Engelbrekt Engelbrektsson, notable de Dalécarlie et petit propriétaire de mine qui a pris la tête des insurgés, marche sur Nyköping et passe un accord avec le bailli de la ville. Il entre en contact avec les membres du Conseil du Royaume qui siège à Vadstena. Le Conseil accuse le roi d’avoir violé la loi (Konungabalk) et se déclare délié du devoir d’obéissance envers lui. Erik XIII est paralysé par son conflit avec le Holstein et la Hanse pendant que la révolte s’étend. Les territoires danois de la péninsule sont occupés par les révoltés. En octobre, le roi Erik débarque à Stockholm avec une importante flotte et obtient une trêve d’un an au terme de laquelle un tribunal composé de membres des conseils des trois royaumes trancherait les litiges opposant le roi aux Suédois.

## Naissance du Parlement suédois
Le 13 janvier 1435, Engelbrekt Engelbrektsson réunit une assemblée (Riksdag) à Arboga où sont représentées toutes les catégories sociales, à l'exception des paysans. Il est élu régent du royaume de Suède (marsk). Les intérêts divergents entre l'aristocratie, qui se rapproche du roi après avoir reçu des garanties, et le cercle du Tiers état réuni autour d'Engelbrekt, notamment ceux des paysans dont les demandes n'ont pas été prises en compte.
Le nouveau gouvernement passe le 14 octobre des accords avec le roi Éric de Poméranie, qui ne tient plus que quelques forteresses, dont Kalmar et Stockholm. Les hautes fonctions de drots (régent) et de marsk (sénéchal) doivent être rétablies en Suède ; les impôts seront fixés et votés par le Sénat, les pays pourvus de juges, les forteresses et châteaux encore debout, seront remis entre les mains du roi, à l'exception de Stockholm, de Nyköping et de Kalmar : des Suédois peuvent seuls en avoir le commandement ; celui d'Örebro doit être confié à Engelbrekt ; le Halland revient au Danemark. Le vieux Krister Nilsson Vasa est nommé drots du royaume, et Karl Knutsson Bonde l'un des hommes les plus riches de la Suède, riksmarsk.

## La révolte de 1436 et la paix

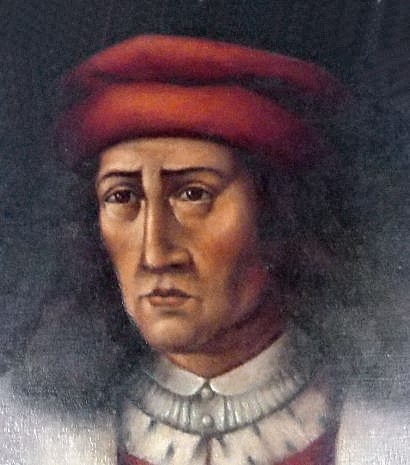
Éric de Poméranie.

Mais le roi viole vite la nouvelle Convention, et la révolte reprend dès la fin de l'année 1435. Les tensions entre les deux groupes, nobles d'un côté, bourgeois et paysans de l'autre, se sont exacerbés lors de l'élection de Karl Knutsson et leurs forces sont divisées. Une nouvelle assemblée se tient à Arboga au début de janvier 1436, à laquelle participent peut-être les riches agriculteurs, à la différence de celle de 1435. Dans une lettre datée du 11 février, le Conseil national donne au roi Erik deux semaines pour mettre les choses en ordre.
La guerre menée par Engelbrekt reprend brièvement au printemps. Il marche sur le Halland qui est repris, puis malade, retourne au château d'Örebro fin avril. Il est assassiné le 4 mai 1436 dans une île du lac Hjälmar par un noble, Magnus Bengtsson, alors qu'il se rendait à Stockholm où il était appelé à une réunion du Sénat.
Quand la nouvelle de la mort d'Engelbrekt arrive à Stockholm, une nouvelle réunion du Riksdag est décidée. Il se réunit à Uppsala, avec la participation de la noblesse, du clergé, des marchands et les agriculteurs. Le 29 juillet s'ouvrent de nouvelles négociations avec le roi Erik XIII à Kalmar. Une trêve est signée qui consacre la victoire de la noblesse suédoise menée par Karl Knutsson. Une cérémonie rassemblant les parties à Kalmar le 23 août célèbre la réconciliation. Erik Puke, qui avait repris la tête de la révolte des paysans, est arrêté et exécuté par le régent en 1437.

## Sources
- Histoire de Suède, de Erik Gustaf Geijer

- (sv) Cet article est partiellement ou en totalité issu de l’article de Wikipédia en suédois intitulé « Engelbrektsupproret » (voir la liste des auteurs).